# José Luis Tesare
José Luis Tesare (Arizona, Provincia de San Luis, Argentina, 15 de junio de 1954 - Villa María, Provincia de Córdoba, Argentina, 25 de septiembre de 2006) fue un futbolista argentino que se desempeñaba en la posición de defensa central.
Surgido como futbolista en el Club Atlético Boca Juniors, hizo su debut en la Primera División de Argentina en el año 1975 e integró las filas del equipo «xeneize» durante 7 años, hasta 1982. Con el «xeneize» obtuvo la totalidad de los títulos en su carrera, al consagrarse campeón de la Copa Libertadores 1977 y la Copa Intercontinental 1977, en el plano internacional. Además de los campeonatos metropolitanos de 1976 y 1981 y el campeonato nacional de 1976. Pasó por Deportivo Cali e Independiente Santa Fe del Fútbol Profesional Colombiano. Jugó con el equipo bogotano entre 1982 y 1983, disputando 18 partidos y anotando un gol.
Continuó en su carrera en Racing Club al cual fue transferido en 1983. 
Con la «academia» vivió los momentos más angustiosos de su carrera, al sufrir el descenso en la temporada 1983. Abandonó la institución en 1985 para pasar a Guaraní Antonio Franco de la Provincia de Misiones y finalmente culminar su carrera en Talleres de Córdoba en el año 1986
Falleció en el año 2006 como consecuencia de una pancreatitis aguda.

## Biografía
Se destacaba como defensor. Realizó la totalidad de las divisiones inferiores en el Club Atlético Boca Juniors, en donde permaneció durante un total de siete años. 
Se desatacó al ser una permanente alternativa en defensa ante la ausencia de "Pancho" Sá o Roberto Mouzo, habituales titulares del equipo.R indió en buen nivel cada vez que le tocaba entrar y formó parte de los 11 futbolistas que fueron alineados como titulares en la final de la Copa Intercontinental 1977 frente al Borussia Mönchengladbach alemán. 
En su juego se caracterizaba pro ser fuerte, veloz, de buena pegada. Continuó su carrera en Racing Club, Guaraní Antonio Franco de Misiones y Talleres de Córdoba.

## Palmarés

### Campeonatos nacionales
| Título           | Club         | País      | Año    |
| ---------------- | ------------ | --------- | ------ |
| Primera División | Boca Juniors | Argentina | M-1976 |
| Primera División | Boca Juniors | Argentina | N-1976 |
| Primera División | Boca Juniors | Argentina | M-1981 |

### Campeonatos internacionales
| Título                | Club         | Sede final | Año  |
| --------------------- | ------------ | ---------- | ---- |
| Copa Libertadores     | Boca Juniors | Montevideo | 1977 |
| Copa Intercontinental | Boca Juniors | Karlsruhe  | 1977 |